# Muon g-2

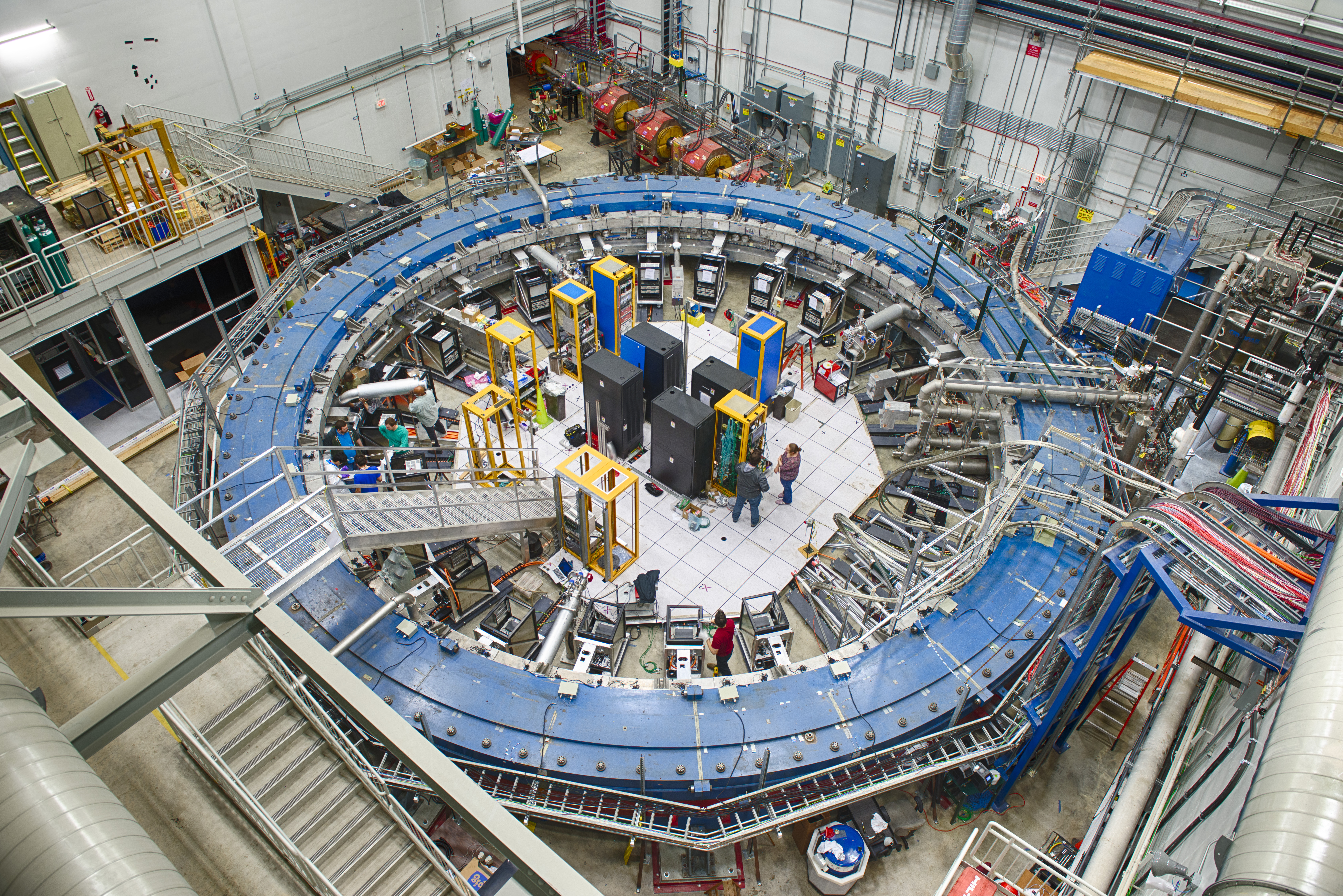
El g − 2 imant d'anell d'emmagatzematge a Fermilab, que va ser dissenyat originalment per al Brookhaven g − 2 experiment. La geometria permet establir un camp magnètic molt uniforme a l'anell.

Muon g−2 (en anglès pronunciat "gee minus two") és un experiment de física de partícules al Fermilab per mesurar el moment dipolar magnètic anòmal d'un muó amb una precisió de 0,14 ppm, que és una prova sensible del model estàndard. També podria proporcionar proves de l'existència de noves partícules.
El muó, com el seu germà més lleuger l'electró, actua com un petit imant. El paràmetre conegut com a " el factor g " indica la força de l'imant i la velocitat de la seva rotació en un camp magnètic aplicat externament. És aquesta velocitat de giració la que es mesura indirectament a l'experiment Muon g-2.
El valor de g és lleugerament més gran que 2, d'aquí el nom de l'experiment. Aquesta diferència de 2 (la part "anòmala") és causada per contribucions d'ordre superior de la teoria quàntica de camps. En mesurar g − 2 amb alta precisió i comparant el seu valor amb la predicció teòrica, els físics descobriran si l'experiment està d'acord amb la teoria. Qualsevol desviació apuntaria a partícules subatòmiques encara no descobertes que existeixen a la natura.
El 9 de juliol de 2023, la col·laboració de Fermilab va concloure l'experiment després de sis anys de recollida de dades. Els resultats inicials (basats en dades del primer any de funcionament de l'experiment) es van publicar l'abril 7, 2021. Els resultats dels tres primers anys de presa de dades es van anunciar l'agost de 2023. Es preveu que els resultats finals, basats en els sis anys complets de presa de dades, es publiquin el 2025.

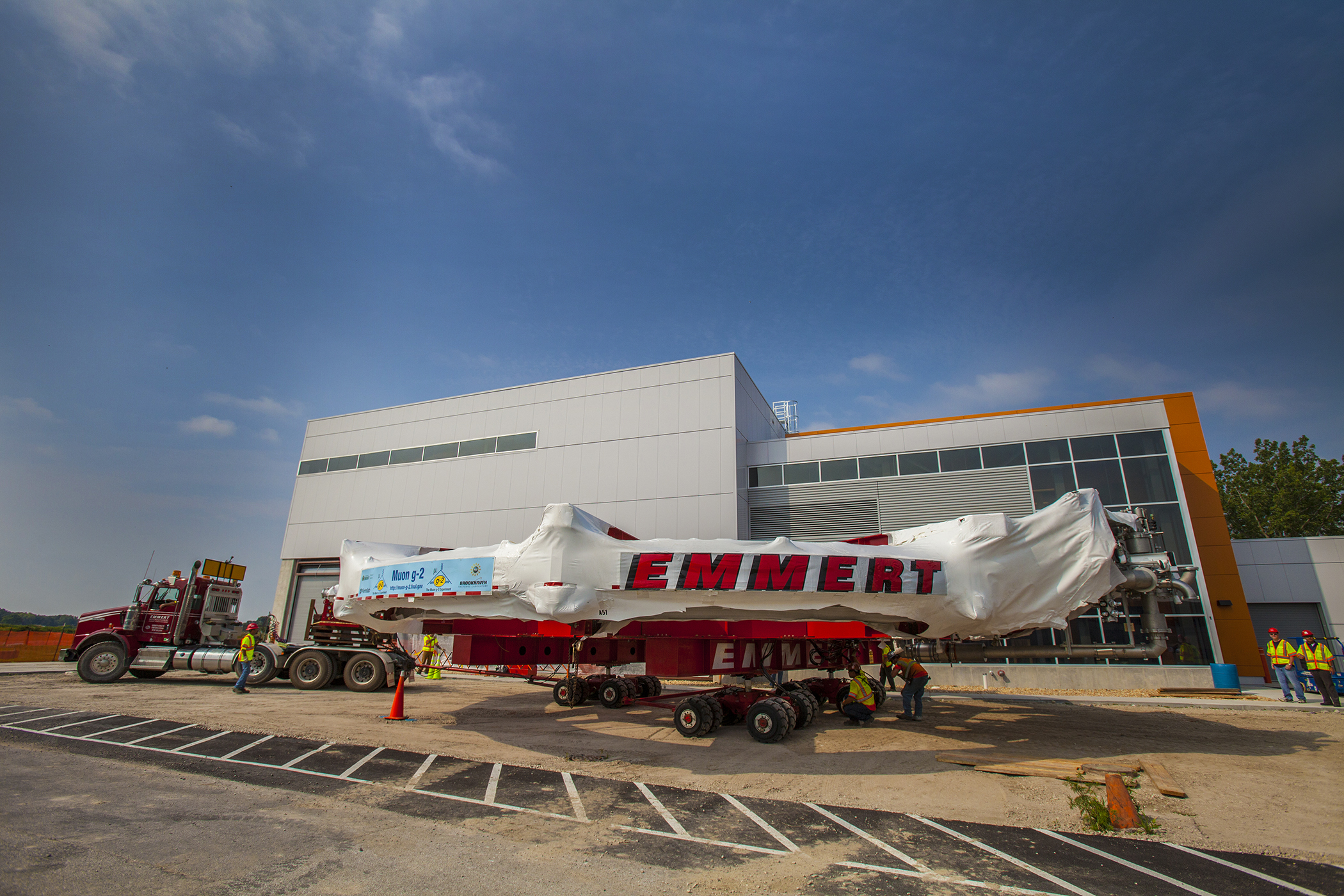
El g − 2 anell arribant al seu destí final – la sala experimental (MC1) del Fermilab – el juliol 30, 2014

## Disseny

### Imant
El centre de l'experiment és un 50-peu (15 m) Imant superconductor de diàmetre amb un camp magnètic excepcionalment uniforme, utilitzat com a anell d'emmagatzematge. Aquest va ser transportat, d'una sola peça, des de Brookhaven a Long Island, Nova York, fins a Fermilab l'estiu de 2013. El moviment va recórrer 3,200 milles (5,100 km) més de 35 dies, principalment en una barcassa per la costa est i a través de Mobile, Alabama, fins a la via fluvial Tennessee–Tombigbee i després breument al Mississipí. Els trams inicial i final van ser en un camió especial que circulava per carreteres tancades de nit.

### Detectors

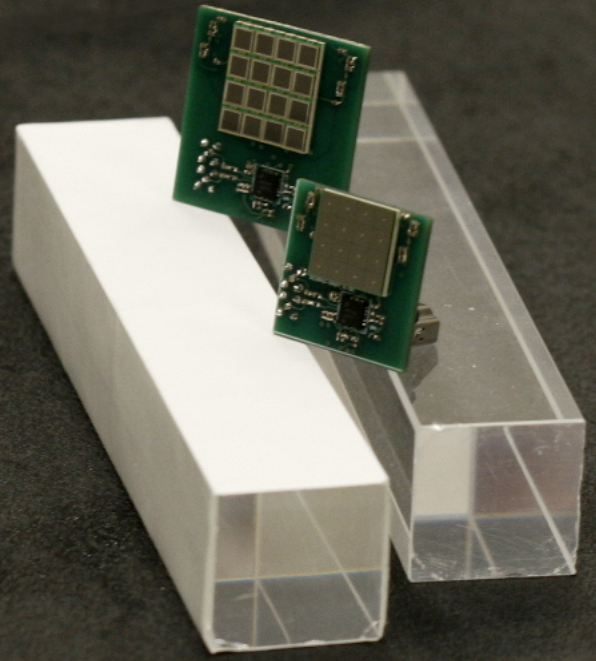
Mostra 25 mm × 25 mm × 140 Els cristalls de mm PbF 2 (nus i embolicats amb paper Millipore) es mostren juntament amb un 16 canal monolític Hamamatsu SiPM.

La mesura del moment magnètic es realitza amb 24 detectors calorimètrics electromagnètics, que es distribueixen uniformement a l'interior de l'anell d'emmagatzematge. Els calorímetres mesuren l'energia i el temps d'arribada (en relació amb el temps d'injecció) dels positrons de desintegració (i el seu recompte) de la desintegració del muó a l'anell d'emmagatzematge. Després que un muó decai en un positró i dos neutrins, el positró acaba amb menys energia que el muó original. Així, el camp magnètic l'enrotlla cap a dins on arriba a un calorímetre de fluorur de plom (II) segmentat (PbF 2) llegit per fotomultiplicadors de silici (SiPM).

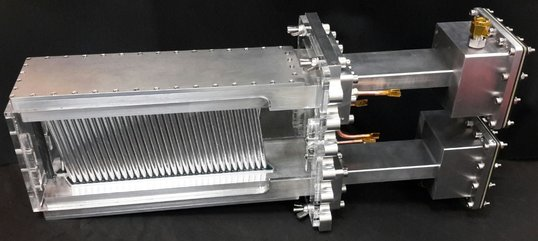
Un dels 4 files de 32 es mostra palletes. Una palla (longitud de 100 mm i diàmetre de 5 mm) actua com una cambra d'ionització plena d'argó: etan 1 :1, amb un cable de càtode central a +1,6 kV.

### Camp magnètic
Per mesurar el moment magnètic a un nivell de precisió en ppb, cal que un camp magnètic mitjà uniforme sigui del mateix nivell de precisió. L'objectiu experimental de g − 2 és aconseguir un nivell d'incertesa sobre el camp magnètic a 70 ppb mitjana al llarg del temps i distribució de muons. Un camp uniforme d' 1,45 T es crea a l'anell d'emmagatzematge mitjançant imants superconductors i el valor del camp es mapejarà activament a tot l'anell mitjançant una sonda RMN en un carro mòbil (sense trencar el buit). El calibratge del carro es fa referència a la freqüència de Larmor d'un protó en una mostra d'aigua esfèrica a una temperatura de referència (34,7 °C), i es calibra en creu amb un nou magnetòmetre d'heli-3.

### Adquisició de dades
Un component essencial de l'experiment és el sistema d'adquisició de dades (DAQ), que gestiona el flux de dades de l'electrònica del detector. El requisit per a l'experiment és adquirir dades en brut a una velocitat de 18 GB/s. Això s'aconsegueix utilitzant l'arquitectura de processament de dades paral·lel amb 24 GPU d'alta velocitat (NVIDIA Tesla K40) per processar dades de 12 digitalitzadors de formes d'ona de bits. La configuració està controlada pel marc de programari MIDAS DAQ. El sistema DAQ processa dades de 1296 canals calorímetres, 3 estacions de seguiment de palla i detectors auxiliars (per exemple, comptadors de muons d'entrada). La producció total de dades de l'experiment s'estima en 2 PB.